# Skyathea hederae
Skyathea hederae är en svampart som beskrevs av Spooner & Dennis 1986. Skyathea hederae ingår i släktet Skyathea och familjen Helotiaceae.   Inga underarter finns listade i Catalogue of Life.